# Unmutston
Unmutston (oder „Ottenton“) nennt man eine Reihe von 18 Sprüchen in mittelhochdeutscher Sprache Walthers von der Vogelweide, einem der bekanntesten deutschen Dichter des Mittelalters. 
Einige davon beziehen sich auf Papst Innozenz III. († 1216), der nach Meinung Walthers die Deutschen schwäche, um sich selbst zu bereichern. Die erste Strophe nimmt darauf Bezug, dass der Papst seit 1211 die Ansprüche des Staufers Friedrich II. auf die Kaiserkrone unterstützte, nachdem er erst 1209 dessen Gegner, den Welfen Otto IV., zum Kaiser gekrönt hatte. 1212 wurde auf Betreiben des Papstes Friedrich zum deutschen König gekrönt; dadurch wurden zwei Deutsche („Allamân“ wurde im Mittelalter im romanischen Sprachraum als Bezeichnung für die Deutschen verwendet; die Deutschen selbst nannten sich „Tiutsche“) gleichzeitig unter eine Krone gebracht, wie Walther polemisch formuliert, und dadurch entstand ein blutiger Streit um den Thron, der 1214 zu Gunsten Friedrichs endete. Zum Kaiser gekrönt wurde Friedrich II. erst 1220, von Honorius III.
Die Vorwürfe, unter dem Vorwand der Vorbereitung eines Kreuzzuges Geld für den Ausbau des Lateran zu sammeln, beziehen sich auf die Vorbereitungen zum 4. Laterankonzil (1215).

## Text
| Ahî, wie kristenlîche nû der bâbest lachet, swenne er sînen Walhen seit ‚ich hânz alsô gemachet‘! (Daz er dâ seit, des solt er niemer hân gedâht). Er giht ‚ich hân zwêne Allamân undr eine krône brâht, daz si daz rîche suln stœren und wasten. Ie dar under fülle ich die kasten: ich hân si an mînen stoc gemenet, ir guot ist allez mîn: ir tiuschez silber vert in mînen welschen schrîn. Ir pfaffen, ezzet hüener unde trinket wîn, unde lât die tiutschen <....> vasten.‘ | Ahi, wie christlich jetzt der Papst lacht, wenn er seinen Italienern sagt, ‚Gut habe ich es gemacht‘! (Das was er da sagt, das hätte er nie denken sollen). Er sagt ‚Ich habe zwei Alemanni unter eine Krone gebracht, damit sie das Reich zerstören und verwüsten. Inzwischen fülle ich die Kasten: ich habe sie an meinen Opferstock getrieben, ihr Gut gehört alles mir; ihr deutsches Silber fährt in meinen welschen Schrein. Ihr Pfaffen, esst Hühner und trinkt Wein, und lasst die deutschen <Laien ...> fasten.‘ |

Walh ‚Welscher; Romane‘ (hier für ‚Italiener‘). - seit = saget ‚sagt‘. - hânz = hân ez ‚habe es‘. - alsô ‚so‘. - daz ‚das, was‘. - des ‚dessen‘ = ‚an das‘. - hân gedâht ‚gedacht haben‘. - giht ‚sagt‘. - Allamân italienische Bezeichnung für ‚Deutsche‘. - wasten ‚verwüsten‘. - menen ‚vorwärts treiben und führen‘.   
| Saget an, hêr Stoc, hât iuch der bâbest her gesendet, daz ir in rîchet und uns Tiuschen ermet unde swendet? Swenne im diu volle mâze kumt ze Laterân, sô tuot er einen argen list, als er ê hât getân: Er seit uns danne, wie daz rîche stê verwarren, unz in erfüllent aber alle pfarren. Ich wæne, des silbers wênic kumt ze helfe in gotes lant: grôzen hort zerteilet selten pfaffen hant. Hêr Stoc, ir sît ûf schaden her gesant, daz ir ûz tiuschen liuten suochet tœrinnen und narren. | Sagt an, Herr Opferstock, hat Euch der Papst hergesandt, damit Ihr ihn reich macht und uns Deutsche arm macht und auszehrt? Jedesmal wenn ihm die volle Länge in den Lateran kommt, pflegt er ein arges Kunststück zu vollführen: er sagt uns dann, dass die Ordnung im Reich darniederliegt, solange bis ihn alle Pfarren aufs Neue füllen. Ich glaube, von dem Silber kommt wenig zur Hilfe ins heilige Land, denn Kleriker pflegen keine großen Schätze herzuschenken. Herr Stock, Ihr seid hergeschickt, um Schaden zu bringen und unter den Deutschen Törinnen und Narren zu suchen. |

stoc ‚Holzstock; Opferstock aus Holz‘. - daz ‚sodass; damit‘. - in ‚ihn‘. - rîchen ‚reich machen; bereichern‘. - ermen ‚arm machen‘. - swenden ‚zum Schwinden bringen‘; Kausativ zu swinden. - swenne ‚jedesmal wenn‘. im ‚ihm‘. mâze ‚Maß‘. - list ‚Kunststück‘. - ê ‚vorher‘. -‚er tut, wie er vorher getan hat‘ = ‚er tut wie immer; er pflegt so zu tun‘. - verwarren ‚verworren‘. - unz ‚so lange, bis‘. - aber ‚abermals; wiederum‘. - wænen ‚wähnen; vermuten‘. - hort ‚Hort; Schatz‘. - zerteilen ‚aufteilen‘ (um ihn zu verschenken). - selten Ironie für ‚nie‘. - pfaffen hant ‚die Hand von Pfaffen (Klerikern)‘. - ûf schaden ‚auf Schaden‘ = ‚um Schaden zu stiften‘.